# Ivar Slik
Ivar Slik (født 27. maj 1993 i Nigtevecht, Nederlandene) er en nederlandsk tidligere cykelrytter.

## Hold
- 2012 –  NED Rabobank Continental Team
- 2013 –  NED Rabobank Development Team
- 2013 –  NED Belkin-Pro Cycling Team (praktikant fra 1/8)
- 2014 –  NED Rabobank Development Team
- 2015 –  NED Roompot Oranje Peloton
- 2016 –  NED Roompot Oranje Peloton
- 2017 –  NED Monkey Town Continental Team
- 2018 –  NED Monkey Town Continental Team